# Batavia (laitue)
Pour les articles homonymes, voir Batavia.

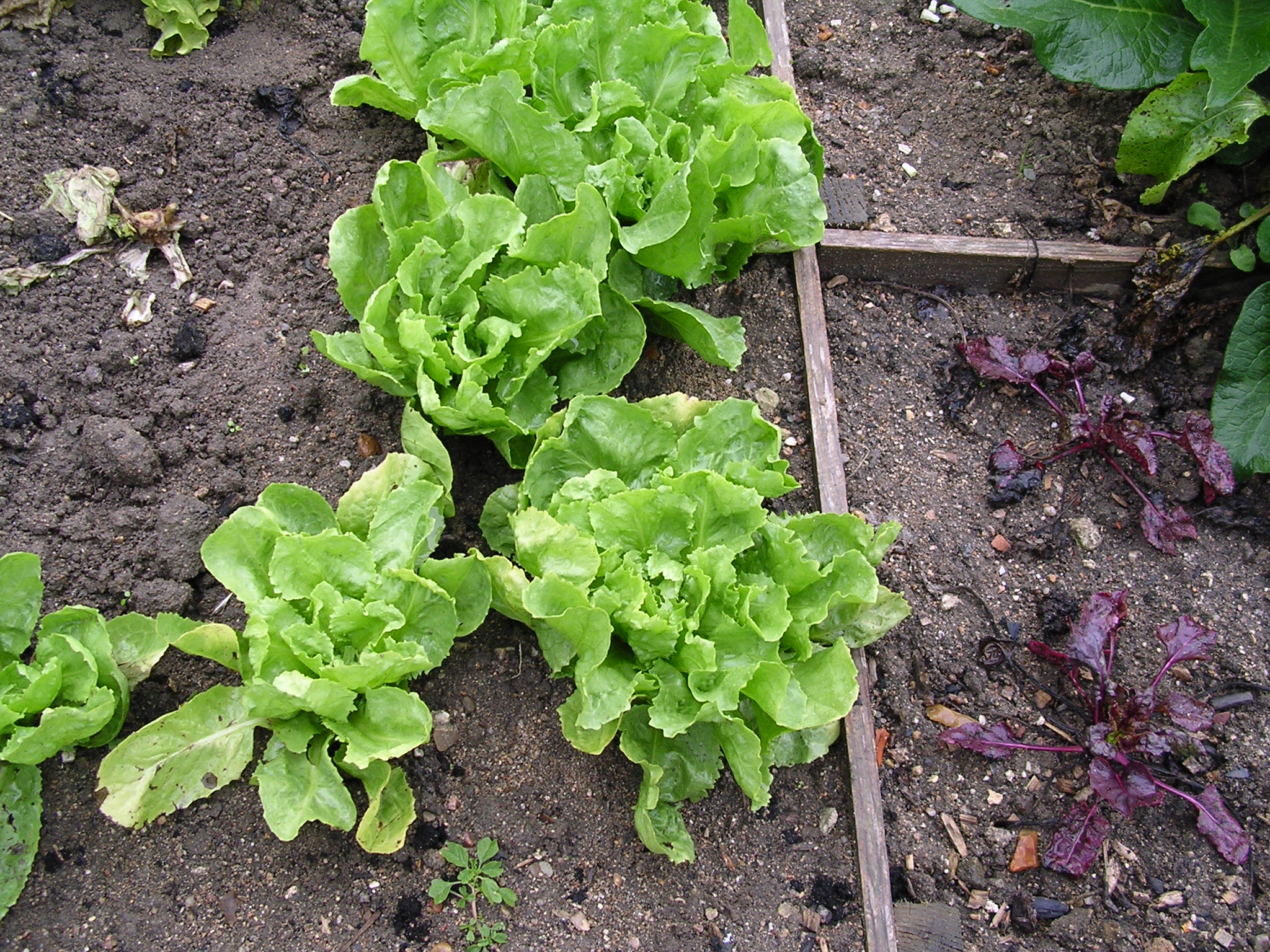
Laitue batavia.

La Batavia (Lactuca sativa var. capitata) est une variété de laitue cultivée. Les Laitues font partie de la famille des Astéracées (Asteraceae).

## Caractéristiques
Elle est craquante et tendre, dotée d'une grosse pomme vert clair ou vert jaune, gaufrée, avec les bords découpés, au goût légèrement sucré. Certaines variétés sont parfois rougeâtres. Il convient de la choisir avec une base bien blanche, signe de fraîcheur. 
La batavia se consomme crue, cuite ou braisée. Elle s'associe agréablement avec les fines herbes, les œufs, le saumon fumé ou l'oseille.

## Variétés
De nombreuses variétés de laitues sont commercialisées avec des caractéristiques différentes : plus ou moins précoces et adaptées aux différentes saisons, multi feuilles, feuilles plus ou moins gaufrées, blondes ou rougeâtres, plus ou moins résistantes à la montaison, plus ou moins résistantes aux différentes maladies du feuillage, de type : « baby leaf », « salanova », « knox », « asyleaf », etc. Les variétés de type « iceberg » ont des feuilles plus craquantes, leur pomme très compacte, est détachée des feuilles de la « jupe » ; elles sont souvent commercialisées sans ces feuilles extérieures. La « reine des glaces » est une variété à petite pomme ronde, très ferme ; ses feuilles vert franc, épaisses, sont croquantes et bien découpées ; elle est aussi connue sous le nom de « frisée de Beauregard ». 

## Semis
Semer clair en pépinière à différentes périodes de l'année selon les variétés et la possibilité de semer sous abris, puis repiquer en lignes distantes de 25 à 30 cm et à 15 cm sur le rang. Récolter environ sept semaines après le semis.

## Origines
Le nom de « batavia » provient de Batavia, nom latin de la Hollande, ou plus exactement du nom que donnaient les romains au territoire de la région de l'estuaire du Rhin, où étaient implantés les Bataves. Au XIXe, la laitue batavia est consommée comme laitue d'été, bien qu'elle soit alors considérée comme une salade de qualité médiocre. 